# Sebastian Haag
Sebastian „Basti“ Fabian Haag (* 23. Mai 1978 in München; † 24. September 2014 an der Shishapangma in Tibet) war ein deutscher Extremskibergsteiger und -skifahrer

## Leben
Haag wuchs in Grünwald auf und hatte einen älteren Bruder. Seine Eltern waren nebenberuflich Skilehrer in Kitzbühel. Das Abitur absolvierte er am Albert-Einstein-Gymnasium, den Grundwehrdienst im Feldjägerbataillon 760. Bis 2005 studierte er Veterinärmedizin an der Ludwig-Maximilians-Universität München und wurde von 2006 bis 2010 in der Forschung im Deutschen Herzzentrum München promoviert.
Gemeinsam mit seinem ehemaligen Schulkameraden Benedikt Böhm war er Rekordhalter im Skitourenrennlauf am Muztagata. Er war Mitglied im Dynafit-Gore-Tex-Team. Gemeinsam mit Böhm und dem Franzosen Nicolas Bonnet plante er 2007 die Speedbegehung des Manaslu in Nepal. Trotz langen Wartens auf günstige Wetterverhältnisse im Basislager drehte Bonnet zunächst wieder um, auch Böhm und Haag mussten die Expedition letztlich wegen der Lawinengefahr einstellen. 2009 missglückte ihm und Böhm die Speed-Begehung des Broad Peak im pakistanischen Teil des Karakorums. Haag war zunächst zurückgeblieben, wollte Böhm später hinterhereilen und überschätzte dabei in der Höhe seine Kräfte.
Er war auch an den Rettungsaktionen am Manaslu nach dem Lawinenunglück vom 23. September 2012 beteiligt.
Sebastian Haag kam am 24. September 2014 gemeinsam mit dem 32-jährigen italienischen Bergsteiger Andrea Zambaldi bei einem Lawinenunglück an der Shishapangma ums Leben. Beide gehörten zur Double8-Expedition um Benedikt Böhm, die beim zweiten Versuch durch Ueli Steck unterstützt wurde. Ziel der Expedition war es, innerhalb von nur sieben Tagen die beiden Achttausender Shishapangma und Cho Oyu im Speedski-Stil zu besteigen. Einen ersten Besteigungsversuch an der Shishapangma eine Woche vor dem Unglück mussten sie wegen Neuschnee und Wind und damit zu großer Lawinengefahr abbrechen. Am 24. September wurden sie gemeinsam mit dem Teamkollegen Martin Maier von einer Lawine erfasst und etwa 600 Höhenmeter nach unten mitgerissen. Lediglich Martin Maier konnte sich aus den Schneemassen befreien. Aufgrund der Wetterbedingungen sowie eines deshalb vom chinesischen Militär verhängten Flugverbots musste die Suche nach den Leichen der beiden verunglückten Bergsteiger eingestellt werden. Der gerettete Martin Maier erhob später Vorwürfe gegen Böhm und Steck.
Haag war Unterstützer der Organisation Tierärzte ohne Grenzen. Unter anderem hisste er im Juli 2013 auf dem Gipfel des Kilimandscharo das Banner des Vereins, um für dessen Arbeit zu werben.
Sein Bruder Tobias stürzte im April 2006 an der Aiguille d’Argentière bei Chamonix ab und kam dabei ums Leben.

## Sportliche Erfolge
- 23. August 2005: Geschwindigkeitsrekord im Höhenskibergsteigen im Alpinstil mit Skiabfahrt am Muztagata zusammen mit Benedikt Böhm unter Leitung von Matthias Robl (Höhenunterschied: 3100 m; Aufstiegszeit: 9 h 25 min; Abfahrt: 1 h 16 min inkl. 13 min Gipfelrast; Gesamtzeit: 10 h 41 min)
- 3. August 2006: Geschwindigkeitsrekord mit vollständiger Skiabfahrt am Gasherbrum II gemeinsam mit Benedikt Böhm unter Leitung von Luis Stitzinger[18]
- 2013: 3. Platz beim Jungle Marathon, Brasilien[19]

## Film
Unter dem Titel Sieben Tage im September drehte der Regisseur Karsten Scheuren 2012 einen Dokumentarfilm über die Speedbesteigung des Manaslu, der 2014 herauskam. Dabei wird auch das tragische Lawinenunglück hautnah geschildert, bei dem von Sebastian Haag zusammen mit Benedikt Böhm zwar einige Bergkameraden gerettet werden konnten, aber auch 11 Tote zu beklagen waren, und wie unmittelbar danach der Rekordversuch fortgesetzt wurde, der aber nur teilweise glückte.

## Schriften
- Wirkung von Furosemid auf das pulmonale Gefäßbett von drei Wochen alten Lämmern mit intrauteriner Anlage eines großen aortopulmonalen Shunts. München, Univ., Diss., 2010